# Ölands runinskrifter 33
Ölands runinskrifter 33 är ett nu försvunnet vikingatida runstensfragment som funnits i Runstens kyrkoby, Runstens socken och Borgholms kommun. 
Runstenen är inlagd i en bro. En omläggning av bron har gjort att stenen inte kunnat återfinnas. Detta skedde någon gång före 1904. Ristningen har ej kunnat tydas.

## Inskriften
Translitterering av runraden:
[ubobb-... ¶ -f---... ¶ -u--... ¶ ...----------...]
Normalisering till runsvenska:
... ... ... ...